# Laguna de Zaculeu

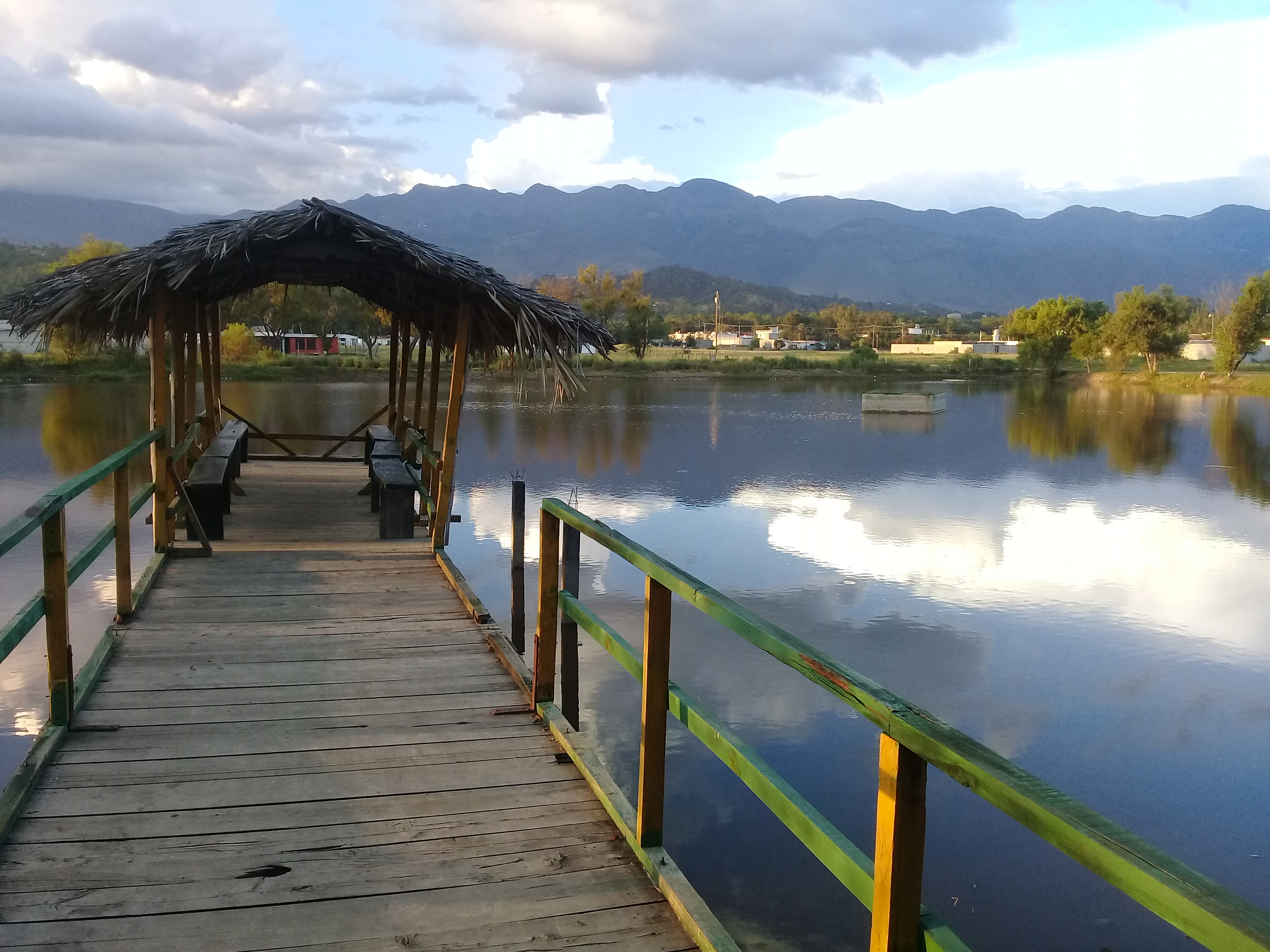
Ubicada en el municipio de Huehuetenango

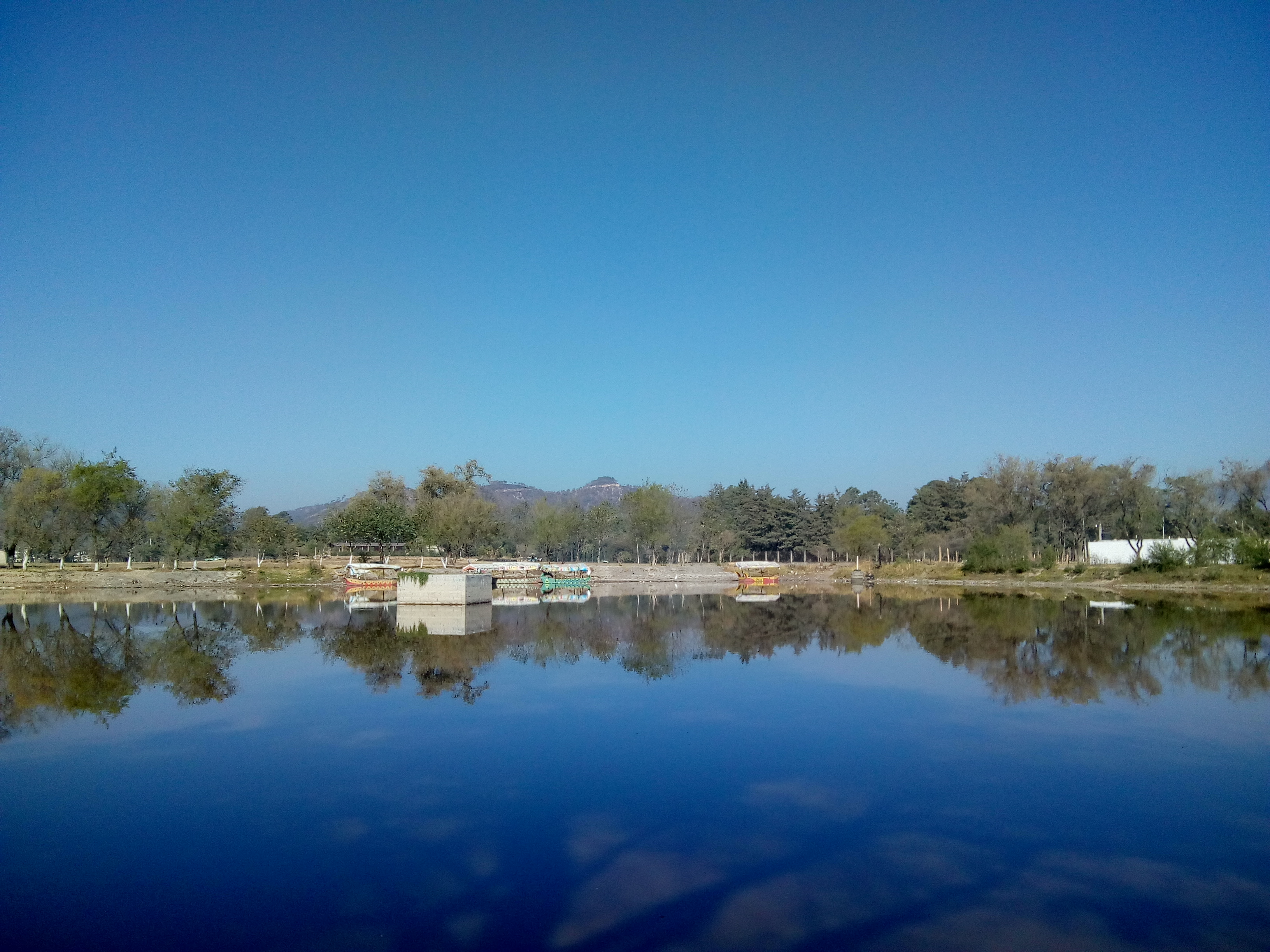
Lugar que inspira paz y armonía

Laguna de Zaculeu es un lago situado en el municipio de Huehuetenango, dentro del Departamento de Huehuetenango, tiene una profundidad en la orilla de 1.00 metro, en el intermedio de 1.50 metros, en el centro 2.00 metros y 200 metros de diámetro con  una altura de 1,871 metros sobre el nivel del mar. Está abierta al turismo y también a la pesca, encontrando su ubicación en la 4.ª calle final de Zaculeu central zona 9 a 20 minutos del casco urbano de Huehuetenenango, es un lugar no muy lejano de la ciudad que permite a propios y extraños disfrutar de la naturaleza, percibiendo paz y armonía.
CELEBRACIONES
En el lugar se celebra "El día de todos los santos"  cada primero de noviembre, con su tradicional feria y encuentros deportivos.